# 盖斯·威廉姆斯
盖斯·威廉姆斯（英語：Gus Williams，1953年10月10日—2025年1月15日），美国NBA联盟职业篮球运动员。